# Ca Aleix
Ca Aleix és una obra eclèctica d'Ascó (Ribera d'Ebre) inclosa a l'Inventari del Patrimoni Arquitectònic de Catalunya.

## Descripció
Situat al carrer de la Placeta, l'edifici es troba enretirat respecte les cases del costat i queda tancat per un baluard. Aquest s'obre al carrer amb dos portals d'arc escarser adovellat el primer i ceràmic el segon. L'edifici està constituït per dos volums, adossats perpendicularment formant una "L". Consta de planta baixa i dos pisos i té la coberta a dues vessants amb el carener paral·lel a la façana, que ha estat ampliada modernament en alçada. Els pisos inferiors presenten finestres d'arc rebaixat arrebossat, mentre que els superiors són d'arc apuntat ceràmic, agrupats formant galeries horitzontals. A la part superior hi ha una cornisa que precedeix un capcer de perfil sinuós amb barana d'obra intercalada. El parament dels murs és de pedra lligada amb fang revestida amb morter.